# 템스 터널

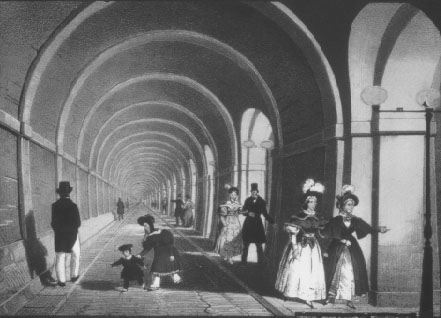
템스 터널

템스 터널(Thames Tunnel)은 영국 런던의 템스강을 지나는 하저 터널이다. 1825년부터 1843년까지 건설되었다.